# Milnerton Golf Club
De Milnerton Golf Club is een golfclub in Kaapstad, Zuid-Afrika. De club is opgericht in 1925 en heeft een 18-holes golfbaan met een par van 72.
De golfbaan werd ontworpen door Golf Data, een Zuid-Afrikaanse golfbaanbedrijf, en de fairways zijn beplant met kikuyugras, een tropische grassoort, en de greens met struisgras.

## Golftoernooien
- South African Masters: 1978-1979 & 1981-1985